# Stallarholmens landskommun
Stallarholmens landskommun var en tidigare kommun i Södermanlands län.

## Administrativ historik
Kommunen bildades som så kallad storkommun vid kommunreformen 1952 genom sammanläggning av de tidigare kommunerna Toresund, Ytterselö och Överselö.
Den ägde bestånd fram till 1971, då den lades samman med den nybildade Strängnäs kommun.
Kommunkod var 0414.

### Kyrklig tillhörighet
I kyrkligt hänseende tillhörde kommunen församlingarna Toresund, Ytterselö och Överselö. År 2002 bildades Stallarholmens församling i Strängnäs stift genom sammanläggning av dessa motsvarande församlingar inom Svenska kyrkan.

## Kommunvapnet
Blasonering: I fält av guld en svart selbåge.

## Geografi
Stallarholmens landskommun omfattade den 1 januari 1952 en areal av 174,30 km², varav 172,41 km² land. Efter nymätningar och arealberäkningar färdiga den 1 januari 1961 omfattade landskommunen samma datum en areal av 178,07 km², varav 176,48 km² land.

### Tätorter i kommunen 1960
I Stallarholmens landskommun fanns tätorten Stallarholmen, som hade 760 invånare den 1 november 1960. Tätortsgraden i kommunen var då 32,3 procent.

## Politik

### Mandatfördelning i valen 1950-1966
| 16 | 7 | 5 | 2 |

| 28 |

| 14 | 7 | 5 | 4 |

| 27 |

| 15 | 7 | 3 | 5 |

| 26 |

| 15 | 8 | 3 | 4 |

| 26 |

| 13 | 8 | 4 | 5 |

| 24 | 6 |